# Недбайло, Пётр Емельянович
Пётр Емелья́нович Недба́йло (29 июня (12 июля) 1907 — 31 октября 1974) — советский правовед, доктор юридических наук (1957), профессор (1958), член-корреспондент АН УССР (1969). Заслуженный деятель науки УССР.

## Биография
Родился 29 июня (12 июля) 1907 года в Новой Новицкой деревне Струговобудской волости Суражского уезда Черниговской губернии (ныне Гордеевский район Брянской области).
В 1930 году окончил юридический факультет Харьковского института народного хозяйства. По окончании института работал следователем окружной прокуратуры в Луганске. Затем вернулся в родной институт, где преподавал на кафедре теории государства и права и одновременно учился в аспирантуре у профессора В. И. Сливицкого. С 1934 года работал младшим научным сотрудником Научно-исследовательского института советского строительства и права при ЦИК Украинской ССР.
После присоединения Западной Украины к СССР направлен в декабре 1939 года на работу в Львовский университет, где занимал должности декана юридического факультета и заведующего кафедр теории государства и права, а затем — государственного права.
В годы Великой Отечественной войны служил помощником военного прокурора Одесского военного округа, затем — на различных фронтах в должности заместителя начальника отдела Главной военной прокуратуры Красной армии. Конец войны встретил в звании подполковника юстиции.
После окончания войны вернулся к преподавательской работе в Львовском университете. В сентябре 1959 года назначен на должность заведующего кафедрой теории государства и права юридического факультета Киевского университета, был ректором Киевского университета правовых знаний.
Входил в состав делегаций Украинской ССР на четырёх сессиях Генеральной Ассамблеи ООН (XIV, 1959; XV, 1960; XVII, 1962 и XIX, 1964), был докладчиком 6-го (юридического) комитета Генеральной Ассамблеи. В 1958—1971 годах являлся постоянным представителем УССР в Комиссии ООН по правам человека, а на XXIII сессии Комиссии в 1967 году в Женеве избран её председателем.
Член-корреспондент Академии наук Украинской ССР с декабря 1969 — юриспруденция.
Умер 31 октября 1974 года в Киеве.

## Научная работа
Исследовал проблемы теории государства и права, применение правовых норм и юридических гарантий законности. Уделял внимание вопросам защиты прав человека как на национальном, так и на международном уровнях. В 1960-70-е разрабатывал проблемы науковедения, обосновал идею о необходимости повышения роли юридической науки в развитии законодательства.

## Награды
В 1968 году стал одним из 6 первых награждённых премией ООН в области прав человека. Одновременно с ним премии удостоены лауреаты Нобелевской премии мира Рене Кассен и Альберт Лутули, а также Элеонора Рузвельт, Мехрангиз Манучехриан и Мануэль Бьянчи.

## Основные труды
- О понятии применения норм советского права // Сов. гос. и право. — 1957. — № 2. — С. 110—113.
- О юридических гарантиях правильного осуществления советских правовых норм // Сов. гос. и право. — 1957. — № 6. — С. 20—29.
- Советские социалистические правовые нормы. — Львов: Изд-во Львов. ун-та, 1959. — 169 с. — 3000 экз.
- О системе курса теории государства и права // Правоведение. — 1959. — № 1. — С. 141—143.
- Применение советских правовых норм. — М.: Госюриздат, 1960. — 511 с. — 7000 экз.
- Методологические проблемы правоведения // Правоведение. — 1964. — № 4. — С. 15—28. (в соавт. с С. С. Алексеевым и Д. А. Керимовым).
- Методологические проблемы советской юридической науки // Методологические проблемы советской юридической науки : Материалы науч. конф. / Под ред. Б. М. Бабия и др. — Киев : Наукова думка, 1965. — С. 7—37. — 146 с. — 500 экз.
- Введение в общую теорию государства и права : Предмет, система и функции науки : [Учеб. пособие для юрид. вузов и фак.]. — Киев : Вища школа, 1971. — 160 с. — 5000 экз.
- Объективное и субъективное в праве // Правоведение. — 1974. — № 1. — С. 14—25.
- Юридическая процессуальная форма : Теория и практика / Под. ред. П. Е. Недбайло и В. М. Горшенева. — М. : Юрид. лит., 1976. — 279 с. — 8000 экз.